# Acid decanoic
Acidul decanoic, de asemenea cunoscut și ca acid capric sau nonancarboxilic, este un acid gras saturat, din clasa acizilor carboxilici. Formula sa structurală restrânsă este CH3(CH2)8COOH. Sărurile și esterii acidului decanoic sunt denumiți decanoați sau caprinați. Denumirea sa face referire la mirosul acidului, care este asemănător cu cel de capră. 
În natură, acidul decanoic se găsește în uleiul de cocos (aproximativ 10%) și în laptele provenit de la diferite mamifere. 
Alți doi acizi au denumiri asemănătoare: acidul capronic (C6) și acidul caprilic (C8). Împreună cu cel caprinic, acești acizi reprezintă cam 15% din grăsimea din laptele de capră.